# Trois petites liturgies de la présence divine
Trois petites liturgies de la présence divine est une œuvre d'Olivier Messiaen pour chœur de femmes, piano, ondes Martenot et orchestre sans vents, en trois mouvements, sur un poème écrit par le compositeur.

## Origine de la pièce
Elle fut commandée par Denise Tual pour les Concerts de la Pléiade et composée pendant la Seconde Guerre mondiale, du 15 novembre 1943 au 15 mars 1944.

## Création
L'œuvre fut créée aux Concerts de la Pléiade à Paris, salle de l'ancien Conservatoire, le 21 avril 1945 par Ginette Martenot (ondes Martenot), Yvonne Loriod (piano), la chorale Yvonne Gouverné et l'orchestre de la Société des concerts du Conservatoire sous la direction de Roger Désormière.
Le public de la salle était prestigieux : Arthur Honegger, Georges Auric, Francis Poulenc, Henri Sauguet, Roland-Manuel, André Jolivet, Claude Delvincourt, Lazare Lévy, Daniel-Lesur, Irène Joachim, Maurice Gendron, Jean Wiener, Georges Braque, Paul Éluard, Pierre Reverdy, Pierre Boulez, Serge Nigg, Pierre Henry étaient présents dans la salle.
Selon Claude Rostand, les petites liturgies déchaînèrent deux cataractes contraires, l'une d'enthousiasme délirant; l'autre, de fureur allant de l'ironie à l'insulte la plus violente, et confondant l'homme et l'oeuvre en une même invective. Toujours selon Rostand, il s'agitait d'une frénésie dont la fin de l'Occupation de la France par l'Allemagne était en partie responsable et que l'on n'avait plus connue depuis l'époque héroïque de Stravinsky, avec « un Messiaen à la fois encensé et crucifié ».

## Effectif de l'ensemble instrumental
- Célesta, Vibraphone, Percussions comprenant Maracas, petit tam-tam ou Cymbale chinoise, grand tam-tam (3 exécutants), chœur de 36 voix de femmes à l'unisson, piano solo, Onde Martenot solo, orchestre à cordes (8 premiers violons, 8 seconds violons, 6 altos, 6 violoncelles et 4 contrebasses).

## Analyse
Les paroles chantées évoquent la présence de Dieu, en lui-même,  en nous et en toutes choses, d'où le titre de l'œuvre. La pièce, appréciée du public, fut accueillie plus tièdement par la critique, peut-être à cause de la grande liberté musicale prise par Messiaen sur un sujet religieux.

## Mouvements
- 1. Antienne de la conversation intérieure (Dieu est présent en nous...)

Forme A-B-A; Dans les première et troisième parties, chants d'oiseaux au piano, puis au piano et au célesta.
- 2. Séquence du verbe, cantique divin (Dieu présent en lui-même...)

Forme strophique à variations, refrains et couplets alternent en continu.
- 3. Psalmodie de l'Ubiquité par amour (Dieu présent en toutes choses...)

Forme A-B-A
L'ensemble dure environ trente-cinq minutes.

## Extraits du texte
Ce oui qui chante comme un écho de lumière, 

Mélodie rouge et mauve en louange du Père,  

D’un baiser votre main dépasse le tableau,  

Paysage divin, renverse-toi dans l’eau.     

(on retrouve ici la perception "coloriste" que Messiaen a de la musique)
[...]
Dans le mouvement d’Arcturus, présent, 

Dans l’arc-en-ciel d’une aile après l’autre

(Écharpe aveugle autour de Saturne),

Dans la race cachée de mes cellules, présent

Dans le sang qui répare ses rives,

Dans vos Saints par la grâce, présent,

(Interprétations de votre Verbe,

Pierres précieuses au mur de la Fraîcheur.)

Posez-vous, comme un sceau, sur mon cœur...